# Liste des plus hautes structures de la ville de Luxembourg
Vous pouvez aider à l'améliorer ou bien discuter des problèmes sur sa page de discussion.
- Il ne cite pas suffisamment ses sources. Vous pouvez indiquer les passages à sourcer avec {{référence nécessaire}} ou {{Référence souhaitée}}, et inclure les références utiles en les liant aux notes de bas de page. (Marqué depuis octobre 2022)
- Il est orphelin : moins de trois articles lui sont liés. Aidez à ajouter des liens en plaçant le code [[Liste des plus hautes structures de la ville de Luxembourg]] dans les articles relatifs au sujet. (Marqué depuis octobre 2022)

- Archive Wikiwix
- Bing
- Cairn
- DuckDuckGo
- E. Universalis
- Gallica
- Google
- G. Books
- G. News
- G. Scholar
- Persée
- Qwant
- (zh) Baidu
- (ru) Yandex
- (wd) trouver des œuvres sur Wikidata

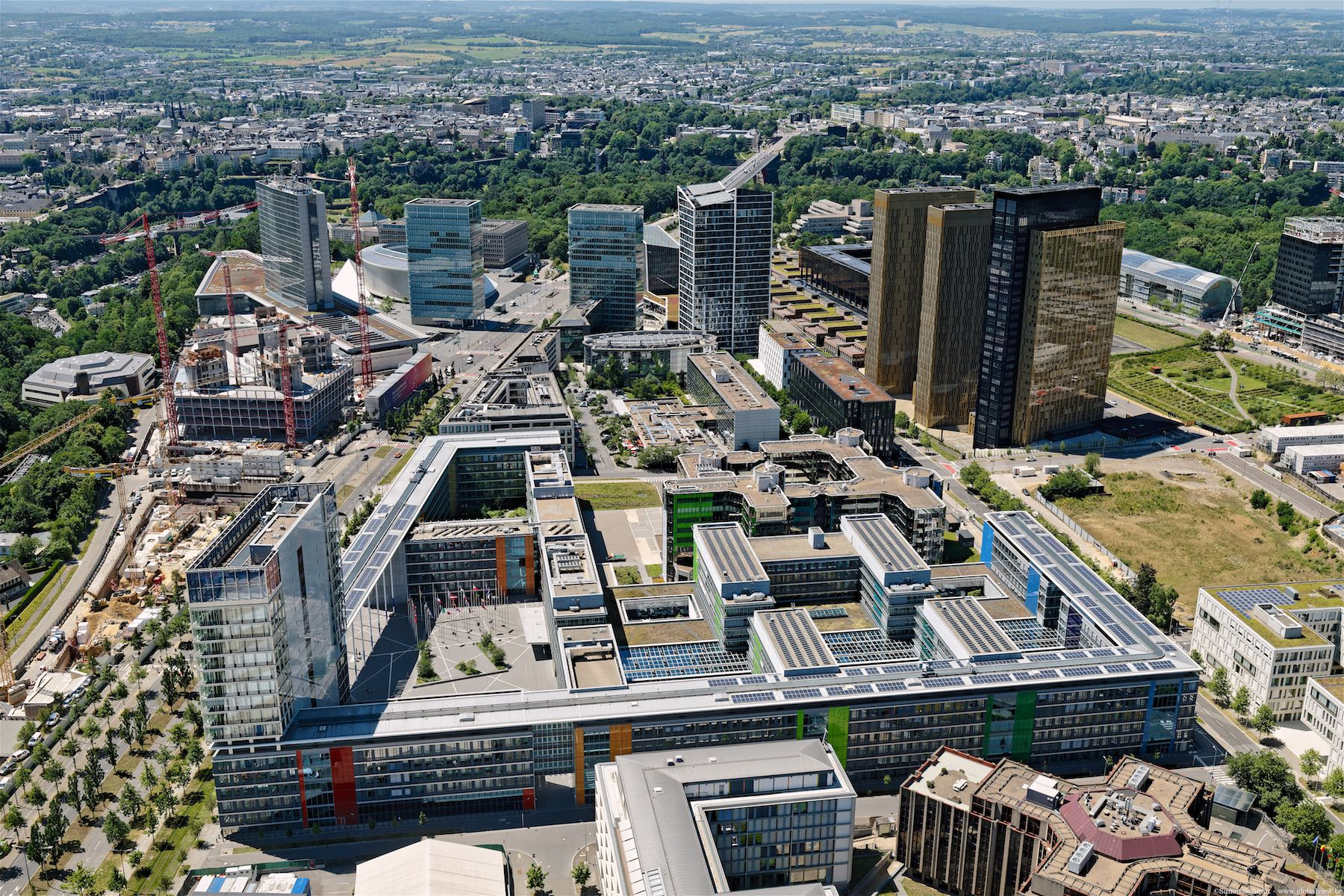
Le quartier du Kirchberg abrite de nombreux bâtiments de grande hauteur dont les tours de la Cour de justice de l'Union européenne.

Cet article présente la liste des plus hautes structures de la ville de Luxembourg, capitale du Grand-duché de Luxembourg. Ce classement prend en compte la hauteur architecturale totale de ces immeubles.
C'est actuellement la Tour Rocca de la Cour de justice de l'Union européenne, avec ses 118 mètres, qui est le plus haut gratte-ciel de la ville.
La ville compte quatre immeubles de plus de 100 mètres.

## Liste des plus hauts Bâtiments
| Nom                                                                       | Année | Utilisation | Hauteur (m) | Étages | Localisation |
| ------------------------------------------------------------------------- | ----- | ----------- | ----------- | ------ | ------------ |
| Tour Rocca de la cour de justice de l'Union européenne                    | 2019  | Bureaux     | 118         | 29     | Kirchberg    |
| Tour Infinity                                                             | 2020  | Logements   | 104         | 25     | Kirchberg    |
| Tours Comenius et Montesquieu de la cour de justice de l'Union européenne | 2008  | Bureaux     | 103         | 27     | Kirchberg    |
| Tour Jean Monnet 2                                                        | 2024  | Bureaux     | 93          | 23     | Kirchberg    |
| Siège social d'ArcelorMittal                                              | 2026  | Bureaux     | 79          | 16     | Kirchberg    |
| Tour Alcide (Héichhaus)                                                   | 1965  | Bureaux     | 78          | 23     | Kirchberg    |
| Parlement Européen Tour A                                                 | 2004  | Bureaux     | 71          | 20     | Kirchberg    |
| Parlement Européen Tour B                                                 | 2004  | Bureaux     | 70          | 20     | Kirchberg    |
| Tour Konrad Adenaueur (KAD)                                               | 2018  | Bureaux     | 65          | 18     | Kirchberg    |
| Siège social de RTL Group A                                               | 2016  | Bureaux     | 62          | 15     | Kirchberg    |
| Siège social de RTL Group B                                               | 2016  | Bureaux     | 62          | 15     | Kirchberg    |
| Tour BNP Paribas (oKsigen)                                                | 2017  | Bureaux     | 60          | 15     | Kirchberg    |